# Sorbus mergenthaleriana
Sorbus mergenthaleriana är en rosväxtart som beskrevs av N.Mey.. Sorbus mergenthaleriana ingår i släktet oxlar, och familjen rosväxter. Inga underarter finns listade i Catalogue of Life.